# 2002 في تونس
فيما يلي قوائم الأحداث التي وقعت خلال عام 2002 في تونس.

## أحداث
- 11 أبريل – تفجير جربة 2002
- 30 أبريل – حادث سقوط المروحية العسكرية التونسية 2002

## أفلام
من الأفلام التي صدرت هذه السنة في تونس:
- 1 يناير – الحرير الأحمر من إخراج رجاء عماري.
- 1 يناير – الكتبية
- 1 يناير – صندوق عجب من إخراج رضا الباهي.
- 1 يناير – عرائس الطين من إخراج نوري بوزيد.
- 9 سبتمبر – خرمة من إخراج الجيلاني السعدي.

## وفيات

### أبريل
- 12 أبريل – صلاح الدين بالي (مواليد 1926) سياسي تونسي.